# Famille de Gayardon de Fenoyl
La famille de Gayardon de Fenoyl est une famille subsistante de la noblesse française, dont les origines dans le Lyonnais. Elle est issue du mariage des familles de Gayardon de Grézolles et de Fenoyl[Quand ?].
Des membres de cette famille ont occupé notamment des fonctions politiques, en tant que maires de Sainte-Foy-l'Argentière, des fonctions militaires et des fonctions religieuses.

## Histoire
L'aîné de la famille porte le titre de marquis de Fenoyl, à la suite de l'obtention de lettres patentes enregistrées au parlement de Paris au profit de Laurent-Charles de Gayardon le 14 juillet 1725, et enregistrées à la Chambre des comptes le 16 octobre de la même année et insinuées à Lyon le 30 avril 1726,.
Régis Valette (2002) écrit que cette famille est d'ancienne extraction sur preuves de 1432 et il ne mentionne ni titre régulier ni réception aux honneurs de la Cour pour cette famille. Arnaud Clement (2024) écrit que cette famille a été reçu aux honneurs de la Cour avec le titre de marquis de Fenoyl.
Cette famille a été admise à l'Association d'entraide de la noblesse française, en 1975.

## Personnalités
- Claude de Fenoyl, capitaine d'infanterie et échevin de Lyon.
- Guy de Fenoyl (1668-1724), premier président au parlement de Navarre.
- Jacques de Gayardon de Fenoyl (1928-), Contre-amiral (2S).
- Pierre de Gayardon de Fenoÿl (1945-1987), photographe.
- Patrick de Gayardon de Fenoyl (1960-1998), parachutiste sportif.

## Armes
Régis Valette (2002) indique que les armes de la famille de Gayardon de Fenoyl se blasonnent ainsi : D'azur au lion d'argent armé, lampassé et couronné de gueules, accompagné de trois besants d'or.
Les armes de Gayardon de Fenoyl figurent dans l'Armorial de l'ANF comme ci-dessous : Écartelé : aux 1 et 4, d'azur au lion couronné d'argent accompagné de trois besants d'or (Gayardon) ; aux 2 et 3, d'azur au taureau rampant d'or, au chevron de gueules brochant sur le tout.

Blason de la famille de Fenoyl

## Demeures
- Chateau de Sainte-Foy-l'Argentière (depuis 1771).
- Château de Tiranges (jusqu'en 1790).
- Château du Fenoÿl et manoir de Tourville (jusqu'en 1828)[6].
- Hôtel Gayardon de l'Île Saint-Louis (jusqu'en 1791).
- Maison forte de Brassolard
- Château de Grézolles (jusqu'en 1841).

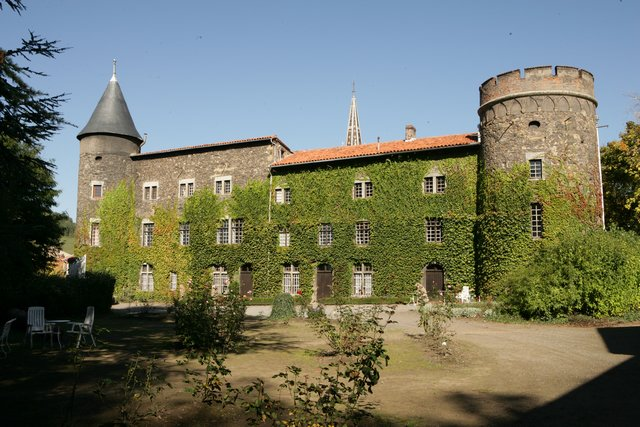
Château de Sainte-Foy-l'Argentière, demeure du Marquis de Fenoyl

## Alliances
Les principales alliances de la famille de Gayardon de Fenoyl sont : de Montaigne de Poncins (1854), de Boissieu (1923), de Parscau du Plessix, de Maistre, de Langlais, Tardieu de Maleissye-Melun, Burrus, Le Cour Grandmaison.